# HARD PRESSED
『HARD PRESSED』（ハード・プレスド）は、前田亘輝の6枚目のオリジナル・アルバム。1997年12月12日にSony Recordsから発売後、2007年6月20日にSony Music Associated Recordsから再発売。

## 概要
キャッチフレーズは「誰も 心までは押しつぶせやしない。」
1993年2月1日発売の『前田亘輝 & HIS BLUES FRIENDS』から4年10ヶ月振りの新作。全曲ロサンゼルスにて、現地のミュージシャンを迎えレコーディングが行われた。レコーディングの参加メンバーには、TOTOのマイク・ポーカロ、サイモン・フィリップス、ガンズ・アンド・ローゼズのダフ・マッケイガン、マット・ソーラム、オジー・オズボーンバンドのザック・ワイルド、MR. BIGのビリー・シーン等が名を連ねる。
「Try Boy,Try Girl」と「君だけのTomorrow」は、LAにて再録音されたアルバム・バージョンとして収録されているほか、ラストには1989年12月1日に発売された3rdアルバム『SMASH』の収録曲「フォローマン」を本作用に再録音したものが収録されている。
上記の2作の収録シングルのヒットもあり、30万枚の売上を記録した。
1997年12月にライブツアー「LIVE AROUND 1997 NOBODY CAN PRESS MY SOUL」が開催された。（大阪城ホール・横浜アリーナ・名古屋レインボーホール・3会場6公演）アルバムのレコーディングに参加したマイク・ポーカロ、デニー・フォンハイザーも帯同した。
本作の収録曲のうち8曲目の「いいわけ?」は現在、各配信サイトでのダウンロード配信及びサブスクリプション配信が行われておらず、現在もCD盤にしか聴く事が出来ない (これは『Single Collection +』に収録されていた時も同様の処置が取られている)。

## 収録曲
| 全編曲: M-Project。 |                              |               |                      |       |
| #                   | タイトル                     | 作詞          | 作曲                 | 時間  |
| 1.                  | 「Go For Broke」             | 前田亘輝      | 茂村泰彦             | 5:05  |
| 2.                  | 「Try Boy,Try Girl」         | 前田亘輝      | UNI                  | 5:51  |
| 3.                  | 「Don’t You Got Big Balls!」 | 前田亘輝      | 川島だりあ、大橋雅人 | 4:04  |
| 4.                  | 「Nobody Can Press My Soul」 | 前田亘輝      | UNI                  | 3:55  |
| 5.                  | 「Get No Answer」            | 前田亘輝      | 多々納好夫           | 5:42  |
| 6.                  | 「-SAGA-」                   | 前田亘輝      | 松川敏也             | 6:40  |
| 7.                  | 「Why?」                     | 前田亘輝      | 川島だりあ、大橋雅人 | 2:51  |
| 8.                  | 「いいわけ?」                | 前田亘輝      | 増崎孝司             | 6:00  |
| 9.                  | 「Heaven」                   | 前田亘輝      | UNI                  | 5:24  |
| 10.                 | 「君だけのTomorrow」         | 前田亘輝、UNI | 前田亘輝、UNI        | 5:51  |
| 11.                 | 「フォローマン」             | 前田亘輝      | 織田哲郎             | 4:24  |
| 合計時間:           | 合計時間:                    | 合計時間:     | 合計時間:            | 55:47 |

## 参加ミュージシャン
- サイモン・フィリップス - ドラム (#1-3,7)
- デニー・フォンハイザー - ドラム・パーカッション (#3,5,6,9-11)
- マット・ソーラム - ドラム (#4,6,8,10)
- マイク・ポーカロ - ベース (#1-3,7)
- ダフ・マッケイガン - ベース (#4,6,8,10)
- エリック・プレスリー - ベース (#5,9)
- ビリー・シーン - ベース (#7)
- ニール・ジラルド (en:Neil Giraldo) - ギター (#1-3,7)
- ティム・ピアス (en:Tim Pierce) - ギター (#1-11)
- ピーター・フランプトン - ギター (#1,11)
- ジョン・ロウリー (en:John5) - ギター (#2)
- ヴィヴィアン・キャンベル - ギター (#4)
- スティーブン・ジョン・ハンター (en:Steve Hunter) - ギター (#5,9)
- クレイグ・チャキーコ (en:Craig Chaquico) - ギター (#5,6,9)
- ザック・ワイルド - ギター (#10)
- C.J.ヴァンストン - キーボード (#1-6,8-10)
- ベッキー・バークスデイル - コーラス (#2)

## リリース日一覧
| No. | リリース日     | レーベル                       | 規格         | カタログ番号 | 備考                   |
| --- | -------------- | ------------------------------ | ------------ | ------------ | ---------------------- |
| 1   | 1997年12月12日 | Sony Records                   | CD           | SRCL-4155    |                        |
| 2   | 2007年6月20日  | Sony Music Associated Records  | CD           | AICL-1868    |                        |
| 3   | 2012年11月7日  | ソニー・ミュージックレーベルズ | AAC-LC       | -            | デジタル・ダウンロード |
| 4   | 2012年11月7日  | ソニー・ミュージックレーベルズ | ロスレスFLAC | -            | デジタル・ダウンロード |